# (3973) Ogilvie
(3973) Ogilvie est un astéroïde de la ceinture principale.

## Description
(3973) Ogilvie est un astéroïde de la ceinture principale. Il fut découvert le 30 octobre 1981 à Socorro (Nouveau-Mexique) par Laurence G. Taff. Il présente une orbite caractérisée par un demi-grand axe de 2,36 UA, une excentricité de 0,21 et une inclinaison de 1,8° par rapport à l'écliptique.

## Compléments